# Raquel Carrera Quintana
Raquel Carrera Quintana (Ourense, 31 d'octubre de 2001) és una jugadora gallega de bàsquet.
És professional des dels 17 anys, amb un contracte des de maig de 2019 amb el València Basket per 5 temporades. Fa 188 centímetres, i juga en la posició d'Ala-pivot.
El 15 d'abril de 2021 va ser triada en el lloc 15 del Draft de la WNBA per les Atlanta Dream, sent l'espanyola que fins al moment ha obtingut millor posició en el draft.
Ha jugat en les categories inferiors de la Selecció Espanyola des que va debutar en el Mundial sots17 amb 14 anys. Ha disputat quatre esdeveniments FIBA: l'Europeu sots16 de 2016 (or), i 5è lloc en 2017), l'Europeu sots18 2018 (plata) i el Mundial sots17 en altres dos ocasions (6è lloc les dos vegades).
En l'estiu de 2021 va debutar amb l'absoluta femenina representant a Espanya en els dos campionats d'aquell estiu. Primer va participar en l'Eurobasket 2021 celebrat a França i València i a l'agost d'aquell mateix any va participar en els seus 1 Jocs Olímpics a Tòquio 2020.